# Stormyrtjärnen (Björna socken, Ångermanland, 708247-162399)
Stormyrtjärnen är en sjö i Örnsköldsviks kommun i Ångermanland och ingår i Gideälvens huvudavrinningsområde.